# میدوی، شهرستان کلارک، آرکانزاس
میدوی (به انگلیسی: Midway) یک منطقهٔ مسکونی در ایالات متحده آمریکا است که در شهرستان کلارک، آرکانزاس واقع شده‌است. میدوی ۸۶٫۸۷ متر بالاتر از سطح دریا واقع شده‌است.